# 박준범 (축구 선수)
박준범(2001년 4월 5일 ~ )는 대한민국의 축구 선수로, 포지션은 스트라이커이다. 현재 K리그1 전북 현대 모터스 소속이다.